# Nederlandse kampioenschappen indooratletiek 2025
De Nederlandse kampioenschappen indooratletiek 2025 werden op zaterdag 22 en zondag 23 februari 2025 georganiseerd in het sportcentrum Omnisport Apeldoorn. 
Het NK Indoor Meerkamp werd gehouden op 8 en 9 februari 2025 in Apeldoorn.

## Hoogtepunten
Het sterkst bezette onderdeel was duidelijk de 400 m. De top drie bij de vrouwen plaatste zich zowel voor de EK indoor als de WK indoor. Lieke Klaver pakte resoluut de leiding en won het goud, maar had wat harder willen lopen dan 51,11. Cathelijn Peeters liep dit indoorseizoen voor het eerst onder de 52 seconden en verbeterde opnieuw haar persoonlijke record (51,56), net als Myrte van der Schoot, die dit seizoen bijna acht tienden van haar PR afhaalde (52,02). Bij de mannen won Isaya Klein Ikkink, voor Nick Smidt. Zij hadden zich in de series geplaatst voor de EK, Klein Ikkink ook voor de WK.
De gouden sprong van Menno Vloon op polshoog was zowel goed voor deelname aan de EK indoor als de WK indoor. Op de EK indoor is zijn doel om over de 6 meter te springen. De overige EK- en WK-plekken waren voor vrouwen: Op de 60 m won Minke Bisschops zowel het goud als een ticket voor de EK. Voor de WK kwam ze een honderdste tekort. Isabel van den Berg kwam vier honderdsten later over de finish en haalde daarmee de limieten net niet. Op de 60 m horden liep Nadine Visser met 7,84 een nieuw kampioenschapsrecord. Ze won ook het goud en toegang tot de EK en WK. Hetzelfde deed Jessica Schilder bij het kogelstoten.
Kampioenschapsrecords sneuvelden op de 60 m door Elvis Afrifa, 1500 m Stefan Nillessen, 3000 m Tim Verbaandert en Maureen Koster, 60 m horden Nadine Visser. Pauline Hondema, Stefan Nillessen en Samuel Chapple verbeterden dit seizoen Nederlandse records,en wonnen goud op respectievelijk het verspringen, de 1500 m en de 800 m. Douwe Amels won bij het hoogspringen zijn 22ste Nederlandse titel, waarvan elf indoor. De top drie sprong even hoog, maar Ridzerd Punt en Jin van der Lee gingen niet in een keer over de lat. Voor Van der Lee was het wel een persoonlijk record.

## Uitslagen

### 60 m
| rang   | atleet         | prestatie |
| ------ | -------------- | --------- |
| Goud   | Elvis Afrifa   | CR 6,61 s |
| Zilver | Taymir Burnet  | 6,67 s    |
| Brons  | Joris van Gool | 6,70 s    |

| rang   | atlete                | prestatie |
| ------ | --------------------- | --------- |
| Goud   | Minke Bisschops       | PR 7,20 s |
| Zilver | Isabel van den Berg   | PR 7,24 s |
| Brons  | Marije van Hunenstijn | 7,35 s    |

### 200 m
In de finales werd door drie atleten de lijn aangeraakt. Jaimie Omalla werd hiervoor gediskwalificeerd. Yaïr van Harmelen en Marije van Hunenstijn hinderden geen andere atleten, en kregen er geen voordeel uit. Hun resultaten waren daarom reglementair behaald en bleven staan.
| rang   | atleet               | prestatie    |
| ------ | -------------------- | ------------ |
| Goud   | Yaïr van Harmelen    | PR 21,51 s L |
| Zilver | Tijme de Groot       | 22,02 s      |
| Brons  | August van de Weijer | 22,09 s      |

| rang   | atlete                | prestatie |
| ------ | --------------------- | --------- |
| Goud   | Marije van Hunenstijn | 23,32 s L |
| Zilver | Isabel van den Berg   | 23,50 s   |
| Brons  | Anne van de Wiel      | 23,97 s   |

### 400 m
| rang   | atleet             | prestatie |
| ------ | ------------------ | --------- |
| Goud   | Isaya Klein Ikkink | 46,23 s   |
| Zilver | Nick Smidt         | 46,88 s   |
| Brons  | Keenan Blake       | 47,00 s   |

| rang   | atlete               | prestatie  |
| ------ | -------------------- | ---------- |
| Goud   | Lieke Klaver         | 51,11 s    |
| Zilver | Cathelijn Peeters    | PR 51,56 s |
| Brons  | Myrte van der Schoot | PR 52,02 s |

### 800 m
| rang   | atleet         | prestatie |
| ------ | -------------- | --------- |
| Goud   | Samuel Chapple | 1.48,48   |
| Zilver | Ryan Clarke    | 1.49,43   |
| Brons  | Dion Eijssen   | 1.49,90   |

| rang   | atlete                 | prestatie |
| ------ | ---------------------- | --------- |
| Goud   | Priscilla van Oorschot | 2.07,89   |
| Zilver | Maud de Jong           | 2.08,84   |
| Brons  | Bregje Sloot           | 2.09,32   |

### 1500 m
| rang   | atleet           | prestatie  |
| ------ | ---------------- | ---------- |
| Goud   | Stefan Nillessen | CR 3.37,08 |
| Zilver | Robin van Riel   | 3.37,37    |
| Brons  | Noah Baltus      | 3.37,78    |

| rang   | atlete            | prestatie  |
| ------ | ----------------- | ---------- |
| Goud   | Jetske van Kampen | 4.13,98    |
| Zilver | Dagmar Smid       | PR 4.16,28 |
| Brons  | Laila Yahyaoui    | PR 4.21,65 |

### 3000 m
| rang   | atleet          | prestatie  |
| ------ | --------------- | ---------- |
| Goud   | Tim Verbaandert | CR 7.49,26 |
| Zilver | Mahadi Abdi Ali | 7.49,65    |
| Brons  | Jort Benz       | PR 7.54,12 |

| rang   | atlete         | prestatie  |
| ------ | -------------- | ---------- |
| Goud   | Maureen Koster | CR 8.50,74 |
| Zilver | Marissa Damink | PR 9.00,85 |
| Brons  | Veerle Bakker  | 9.03,06    |

### 60 m horden
| rang   | atleet              | prestatie         |
| ------ | ------------------- | ----------------- |
| Goud   | Job Geerds          | 7,71 s            |
| Zilver | Jamie Sesay         | PR 7,79 s (7,786) |
| Brons  | Joas van Hellemondt | PR 7,79 s (7,789) |

| rang   | atlete            | prestatie |
| ------ | ----------------- | --------- |
| Goud   | Nadine Visser     | 7,90 s    |
| Zilver | Maayke Tjin A-Lim | 8,09 s    |
| Brons  | Mira Groot        | 8,16 s    |

### verspringen
| rang   | atleet                   | prestatie |
| ------ | ------------------------ | --------- |
| Goud   | Jeff Tesselaar           | 7,43 m    |
| Zilver | Fabian Biondina          | PR 7,41 m |
| Brons  | Baboucar Sallah Mohammed | 7,37 m    |

| rang   | atlete              | prestatie |
| ------ | ------------------- | --------- |
| Goud   | Pauline Hondema     | 6,53 m    |
| Zilver | Bente van der Stoel | PR 6,45 m |
| Brons  | Emma Oosterwegel    | 6,12 m    |

### hinkstapspringen
| rang   | atleet             | prestatie  |
| ------ | ------------------ | ---------- |
| Goud   | Fabian Biondina    | PR 15,67 m |
| Zilver | Alexander Soethout | 15,14 m    |
| Brons  | Winjaris Windster  | PR 14,68 m |

| rang   | atlete              | prestatie  |
| ------ | ------------------- | ---------- |
| Goud   | Kellynsia Leerdam   | 12,86 m    |
| Zilver | Bente van der Stoel | PR 12,86 m |
| Brons  | Savienne Asikende   | 12,07 m    |

### hoogspringen
| rang   | atleet          | prestatie |
| ------ | --------------- | --------- |
| Goud   | Douwe Amels     | 2,13 m    |
| Zilver | Ridzerd Punt    | 2,13 m    |
| Brons  | Jin van der Lee | PR 2,13 m |

| rang   | atlete         | prestatie |
| ------ | -------------- | --------- |
| Goud   | Britt Weerman  | 1,84 m    |
| Zilver | Glenka Antonia | 1,84 m    |
| Brons  | Sofie Dokter   | 1,82 m    |

### polsstokhoogspringen
| rang   | atleet             | prestatie  |
| ------ | ------------------ | ---------- |
| Goud   | Menno Vloon        | 5,83 m     |
| Zilver | Lucas van Klaveren | PR 5,20 m  |
| Brons  | Jip Haest          | =PR 5,15 m |

| rang   | atlete             | prestatie |
| ------ | ------------------ | --------- |
| Goud   | Marijn Kieft       | 4,35 m    |
| Zilver | Elise de Jong      | PR 4,25 m |
| Brons  | Marijke Wijnmaalen | 4,15 m    |

### kogelstoten
| rang   | atleet           | prestatie  |
| ------ | ---------------- | ---------- |
| Goud   | Jarno van Daalen | 18,43 m    |
| Zilver | Yannick Rolvink  | PR 17,89 m |
| Brons  | Bjorn van Kins   | 17,52 m    |

| rang   | atlete              | prestatie  |
| ------ | ------------------- | ---------- |
| Goud   | Jessica Schilder    | 20,19 m    |
| Zilver | Jorinde van Klinken | 17,35 m    |
| Brons  | Emma Oosterwegel    | PR 14,46 m |

### Zevenkamp/Vijfkamp[4]
| rang   | atleet            | prestatie |
| ------ | ----------------- | --------- |
| Goud   | Melchior Treffers | 5899 p    |
| Zilver | Jeff Tesselaar    | 5786 p    |
| Brons  | Léon Mak          | 5775 p    |

| rang   | atlete           | prestatie |
| ------ | ---------------- | --------- |
| Goud   | Marijke Esselink | 4088 p    |
| Zilver | Hanna van Baast  | 4061 p    |
| Brons  | Floortje Tromp   | 3931 p    |

### 4 × 400 m gemengd
| rang   | atleet              | prestatie |
| ------ | ------------------- | --------- |
| Goud   | Altis               | 3.38,80   |
| Zilver | Phanos              | 3.46,98   |
| Brons  | AV Wijchen - team 2 | 3.53,83   |

1969 · 
1970 · 
1971 · 
1972 · 
1973 · 
1974 · 
1975 · 
1976 · 
1977 · 
1978 · 
1979 ·
1980 · 
1981 · 
1982 · 
1983 · 
1984 · 
1985 · 
1986 · 
1987 · 
1988 · 
1989 · 
1990 · 
1991 · 
1992 · 
1993 · 
1994 · 
1995 · 
1996 · 
1997 · 
1998 · 
1999 · 
2000 · 
2001 · 
2002 · 
2003 · 
2004 · 
2005 · 
2006 · 
2007 · 
2008 · 
2009 · 
2010 · 
2011 · 
2012 · 
2013 · 
2014 ·
2015 ·
2016 ·
2017 ·
2018 ·
2019 · 
2020 · 
2021 · 
2022 · 
2023 · 
2024 · 
2025